# Web Services Description Language
Il Web Services Description Language (WSDL) è un linguaggio formale in formato XML utilizzato per la creazione di "documenti" per la descrizione di Web service.

## Descrizione
Mediante WSDL può essere infatti descritta l'interfaccia pubblica di un Web service (ovvero una descrizione basata su XML) che indica come interagire con un determinato servizio.
Un "documento" WSDL contiene infatti, relativamente al Web service descritto, informazioni su:
- cosa può essere utilizzato (le "operazioni" messe a disposizione dal servizio)
- come sfruttare tale raggruppamento (specificando il protocollo di comunicazione da utilizzare per accedere al servizio, il formato dei messaggi accettati in input e restituiti in output dal servizio ed i dati correlati) ovvero i "vincoli" (in inglese bindings) del servizio;
- dove si trova il servizio nella rete (cosiddetto endpoint o port del servizio che solitamente corrisponde all'indirizzo — in formato URI — che rende disponibile il Web service)

Le operazioni supportate dal Web service ed i messaggi che è possibile scambiare con lo stesso sono descritti in maniera astratta e quindi non collegati ad uno specifico protocollo di rete e ad uno specifico formato.
Il WSDL è solitamente utilizzato in combinazione con SOAP e XML Schema per rendere disponibili Web service su reti aziendali o su internet: un programma client può, infatti, "leggere" il documento WSDL relativo ad un Web service per determinare quali siano le funzioni messe a disposizione sul server e attraverso il protocollo SOAP utilizzare una o più delle funzioni elencate dal WSDL.
La versione 1.1 di WSDL non è stata adottata come standard dal World Wide Web Consortium (W3C).
Il 26 giugno 2007 la versione 2.0 è stata promossa a standard ufficiale (in forma di "raccomandazione") dal W3C.

## Stili e codifiche
Un documento WSDL può essere caratterizzato da quattro distinte combinazioni di stili e codifiche:
- RPC/encoded: ha una struttura molto semplice, ma non è approvato dallo standard WS-I ed è complesso da validare.
- RPC/literal: è di nuovo molto semplice ed è privo di informazioni di codifica sui tipi. Soddisfa inoltre le specifiche WS-I, ma resta complesso da validare.
- Document/encoded: non è conforme alle specifiche WS-I e non è praticamente mai utilizzato.
- Document/literal: anche qui mancano le informazioni di codifica sui tipi ed è conforme alle specifiche WS-I (con alcune restrizioni). Può inoltre essere facilmente controllato con un validatore XML. Tuttavia, la struttura del WSDL diventa più complessa e verbosa. Infine, nel messaggio SOAP non è prevista l'indicazione del metodo utilizzato, per cui può risultare più complesso (o impossibile) capire quale operazione è richiesta dal client.

## Esempio di documento WSDL 2.0
```
<?xml version="1.0" encoding="UTF-8"?>

<description
 
xmlns=
"http://www.w3.org/ns/wsdl"
 

             
xmlns:tns=
"http://www.example.com/wsdl20sample"
 

             
xmlns:whttp=
"http://www.w3.org/ns/wsdl/http"

             
xmlns:wsoap=
"http://www.w3.org/ns/wsdl/soap"

             
targetNamespace=
"http://www.example.com/wsdl20sample"
>

<!-- Abstract types -->

   
<types>

      
<xs:schema
 
xmlns=
"http://www.example.com/wsdl20sample"

                 
xmlns:xs=
"http://www.w3.org/2001/XMLSchema"
 

                 
targetNamespace=
"http://www.example.com/wsdl20sample"
>

                 

         
<xs:element
 
name=
"request"
>

            
<xs:complexType>

               
<xs:sequence>

                  
<xs:element
 
name=
"header"
 
maxOccurs=
"unbounded"
>

                     
<xs:complexType>

                        
<xs:simpleContent>

                           
<xs:extension
 
base=
"xs:string"
>

                              
<xs:attribute
 
name=
"name"
 
type=
"xs:string"
 
use=
"required"
/>

                           
</xs:extension>

                        
</xs:simpleContent>

                     
</xs:complexType>

                  
</xs:element>

                  
<xs:element
 
name=
"body"
 
type=
"xs:anyType"
 
minOccurs=
"0"
/>

               
</xs:sequence>

               
<xs:attribute
 
name=
"method"
 
type=
"xs:string"
 
use=
"required"
/>

               
<xs:attribute
 
name=
"uri"
 
type=
"xs:anyURI"
 
use=
"required"
/>

            
</xs:complexType>

         
</xs:element>

         

         
<xs:element
 
name=
"response"
>

            
<xs:complexType>

               
<xs:sequence>

                  
<xs:element
 
name=
"header"
 
maxOccurs=
"unbounded"
>

                     
<xs:complexType>

                        
<xs:simpleContent>

                           
<xs:extension
 
base=
"xs:string"
>

                              
<xs:attribute
 
name=
"name"
 
type=
"xs:string"
 
use=
"required"
/>

                           
</xs:extension>

                        
</xs:simpleContent>

                     
</xs:complexType>

                  
</xs:element>

                  
<xs:element
 
name=
"body"
 
type=
"xs:anyType"
 
minOccurs=
"0"
/>

               
</xs:sequence>

               
<xs:attribute
 
name=
"status-code"
 
type=
"xs:anySimpleType"
 
use=
"required"
/>

               
<xs:attribute
 
name=
"response-phrase"
 
use=
"required"
/>

            
</xs:complexType>

         
</xs:element>

      
</xs:schema>

   
</types>

<!-- Abstract interfaces -->

   
<interface
 
name=
"RESTfulInterface"
>

      
<fault
 
name=
"ClientError"
 
element=
"tns:response"
/>

      
<fault
 
name=
"ServerError"
 
element=
"tns:response"
/>

      
<fault
 
name=
"Redirection"
 
element=
"tns:response"
/>

      
<operation
 
name=
"Get"
 
pattern=
"http://www.w3.org/ns/wsdl/in-out"
>

         
<input
 
messageLabel=
"GetMsg"
 
element=
"tns:request"
/>

         
<output
 
messageLabel=
"SuccessfulMsg"
 
element=
"tns:response"
/>

      
</operation>

      
<operation
 
name=
"Post"
 
pattern=
"http://www.w3.org/ns/wsdl/in-out"
>

         
<input
 
messageLabel=
"PostMsg"
 
element=
"tns:request"
/>

         
<output
 
messageLabel=
"SuccessfulMsg"
 
element=
"tns:response"
/>

      
</operation>

      
<operation
 
name=
"Put"
 
pattern=
"http://www.w3.org/ns/wsdl/in-out"
>

         
<input
 
messageLabel=
"PutMsg"
 
element=
"tns:request"
/>

         
<output
 
messageLabel=
"SuccessfulMsg"
 
element=
"tns:response"
/>

      
</operation>

      
<operation
 
name=
"Delete"
 
pattern=
"http://www.w3.org/ns/wsdl/in-out"
>

         
<input
 
messageLabel=
"DeleteMsg"
 
element=
"tns:request"
/>

         
<output
 
messageLabel=
"SuccessfulMsg"
 
element=
"tns:response"
/>

      
</operation>

   
</interface>

<!-- Concrete Binding Over HTTP -->

   
<binding
 
name=
"RESTfulInterfaceHttpBinding"
 
interface=
"tns:RESTfulInterface"
 

            
type=
"http://www.w3.org/ns/wsdl/http"
>

      
<operation
 
ref=
"tns:Get"
 
whttp:method=
"GET"
/>

      
<operation
 
ref=
"tns:Post"
 
whttp:method=
"POST"
 

                 
whttp:inputSerialization=
"application/x-www-form-urlencoded"
/>

      
<operation
 
ref=
"tns:Put"
 
whttp:method=
"PUT"
 

                 
whttp:inputSerialization=
"application/x-www-form-urlencoded"
/>

      
<operation
 
ref=
"tns:Delete"
 
whttp:method=
"DELETE"
/>

   
</binding>

   

<!-- Concrete Binding with SOAP-->

   
<binding
 
name=
"RESTfulInterfaceSoapBinding"
 
interface=
"tns:RESTfulInterface"
 

            
type=
"http://www.w3.org/ns/wsdl/soap"
 

            
wsoap:protocol=
"http://www.w3.org/2003/05/soap/bindings/HTTP/"

            
wsoap:mepDefault=
"http://www.w3.org/2003/05/soap/mep/request-response"
>

      
<operation
 
ref=
"tns:Get"
 
/>

      
<operation
 
ref=
"tns:Post"
 
/>

      
<operation
 
ref=
"tns:Put"
 
/>

      
<operation
 
ref=
"tns:Delete"
 
/>

   
</binding>

   

<!-- Web Service offering endpoints for both the bindings-->

   
<service
 
name=
"RESTfulService"
 
interface=
"tns:RESTfulInterface"
>

      
<endpoint
 
name=
"RESTfulServiceRestEndpoint"
 

                
binding=
"tns:RESTfulInterfaceHttpBinding"
 

                
address=
"http://www.example.com/rest/"
/>

      
<endpoint
 
name=
"RESTfulServiceSoapEndpoint"
 

                
binding=
"tns:RESTfulInterfaceSoapBinding"
 

                
address=
"http://www.example.com/soap/"
/>

   
</service>

</description>

```